# 10979 Fristephenson
10979 Fristephenson è un asteroide della fascia principale. Scoperto nel 1973, presenta un'orbita caratterizzata da un semiasse maggiore pari a 2,4581257 UA e da un'eccentricità di 0,0827193, inclinata di 5,55454° rispetto all'eclittica. L'asteroide è dedicato a Francis Richard Stephenson, professore universitario ben noto per le sue ricerche nei testi antichi, principalmente medievali, di osservazioni sulle supernove e sulle comete nonché sul rallentamento della rotazione della Terra .